# Завидово (Оленинский район)
Завидово — деревня в Оленинском муниципальном округе Тверской области, до 2019 года входила в состав Гришинского сельского поселения. 
Находится в 11 км к юго-востоку от районного центра Оленино. Рядом с деревней истоки рек Берёзки (бассейн Западной Двины) и Осуги (бассейн Волги), то есть она находится на Балтийско-Каспийском водоразделе.
Восточная окраина деревни — бывшая отдельная деревня Холменка, присоединённая к Завидово в 1980-е годы.
Население по переписи 2002 года — 178 человек, 73 мужчины, 105 женщин.

## История
В середине XIX века село Завидово относилось к Тереховской волости Ржевского уезда Тверской губернии. В 1859 в селе 10 дворов, 96 жителей, в 1883 — земская школа (основана в 1880 году), 2 красильни, 1 шерстобойня; промыслы: шерстобитный, красильный, возка и пилка дров; в праздничные дни проходили ярмарки. По переписи 1920 года в Завидово — 49 дворов, 206 жителей, в это время село — центр одноимённой волости и сельсовета, в 1925 — одноимённого сельсовета Оленинской волости Ржевского уезда.
В 1940 году село — центр Завидовского сельсовета в составе Оленинского района Калининской области.
Во время Великой Отечественной войны было оккупировано гитлеровскими войсками в октябре 1941 года, первый раз освобождено войсками Калининского фронта в январе 1942 года. Вторично оккупировано в апреле 1942. Окончательно освобождено в марте 1943 года. В деревне братская могила советских воинов. На фронтах погибли 16 уроженцев Завидово.
В 1965 году создан совхоз «Новый» с центральной усадьбой в Завидово. Село стало числиться деревней.
В 1997 году — 107 хозяйств, 256 жителей, администрация сельского округа (в округ входили 10 деревень), правление совхоза «Новый», молокозавод, молочно-товарная ферма, пекарня, неполная средняя школа, клуб, медпункт, отделение связи, магазин.
До 2006 года деревня была центром Завидовского сельского округа. До 2013 года в деревне действовала Завидовская основная общеобразовательная школа.

## Население
| 1859 | 1883 | 1920 | 1997 | 2002 | 2010 |
| ---- | ---- | ---- | ---- | ---- | ---- |
| 91   | ↗111 | ↗206 | ↗256 | ↘178 | ↘121 |